# Leonardo Costagliola
Leonardo Costagliola (27. říjen 1921 Taranto, Italské království – 7. březen 2008 Florencie, Itálie) byl italský fotbalový brankář a trenér.
Začal chytat za Pro Italia již v 17 letech. Během války hrál za Bari. V klubu zůstal i po válce a zůstal v něm do roku 1948. Poté byl vyměněn za Mora do Fiorentiny. Za fialky hrál až do konce kariéry, která nastala v roce 1955. Po tu dobu byl jedničkou v brance a nastoupil do 230 utkání.
Za reprezentaci odchytal tři zápasy. Zúčastnil se MS 1954.
Po fotbalové kariéře se stal trenérem. Věnoval se trenéřině 26 let a největší úspěch zaznamenal v sezonách 1959/60 a 1969/70, když vyhrál třetí ligu.

## Hráčská statistika
| Sezóna  | Klub       | Liga      | Liga   | Liga       | Ligové poháry | Ligové poháry | Ligové poháry | Kontinentální poháry | Kontinentální poháry | Kontinentální poháry | Celkem | Celkem |
| Sezóna  | Klub       | Soutěž    | Zápasy | Obdr. Góly | Soutěž        | Zápasy        | Góly          | Soutěž               | Zápasy               | Góly                 | Zápasy | Góly   |
| ------- | ---------- | --------- | ------ | ---------- | ------------- | ------------- | ------------- | -------------------- | -------------------- | -------------------- | ------ | ------ |
| 1940/41 | Bari       | Serie A   | 9      | -24        | -             | 0             | -0            | -                    | 0                    | -0                   | 9      | -24    |
| 1941/42 | Bari       | Serie B   | 33     | -?         | IP            | 1             | -4            | -                    | 0                    | -0                   | 34     | -4+    |
| 1942/43 | Bari       | Serie A   | 32     | -40        | IP            | 1             | -2            | -                    | 0                    | -0                   | 33     | -42    |
| 1945/46 | Bari       | 1. divize | 30     | -37        | -             | 0             | -0            | -                    | 0                    | -0                   | 30     | -37    |
| 1946/47 | Bari       | Serie A   | 37     | -48        | -             | 0             | -0            | -                    | 0                    | -0                   | 37     | -48    |
| 1947/48 | Bari       | Serie A   | 31     | -50        | -             | 0             | -0            | -                    | 0                    | -0                   | 31     | -50    |
| 1948/49 | Fiorentina | Serie A   | 33     | -55        | -             | 0             | -0            | -                    | 0                    | -0                   | 33     | -55    |
| 1949/50 | Fiorentina | Serie A   | 35     | -52        | -             | 0             | -0            | -                    | 0                    | -0                   | 35     | -52    |
| 1950/51 | Fiorentina | Serie A   | 28     | -31        | -             | 0             | -0            | -                    | 0                    | -0                   | 28     | -31    |
| 1951/52 | Fiorentina | Serie A   | 36     | -38        | -             | 0             | -0            | -                    | 0                    | -0                   | 36     | -38    |
| 1952/53 | Fiorentina | Serie A   | 34     | -47        | -             | 0             | -0            | -                    | 0                    | -0                   | 34     | -47    |
| 1953/54 | Fiorentina | Serie A   | 34     | -27        | -             | 0             | -0            | -                    | 0                    | -0                   | 34     | -27    |
| 1954/55 | Fiorentina | Serie A   | 30     | -42        | -             | 0             | -0            | -                    | 0                    | -0                   | 30     | -42    |
| Celkově | Celkově    | Celkově   | 369    | -447+      | -             | 2             | -6            | -                    | 0                    | -0                   | 404    | -497+  |

## Úspěchy

### Klubové
- 1× vítěz 2. italské ligy (1941/42)

### Reprezentační
- 1× na MS (1954)
- 1× na MP (1948–1953)